# Ambush (1950)
Ambush is een Amerikaanse western uit 1950 onder regie van Sam Wood. Destijds werd de film in Nederland uitgebracht onder de titel De wraak van Diablito.

## Verhaal
De goudzoeker Ward Kinsman moet de generaalsdochter Mary Carlyle gaan redden in Apachengebied. Ze is ontvoerd door het indianenopperhoofd Diablito. Kinsman wordt daarbij geholpen door Mary's zus Ann Duverall. Hij houdt Ann op die manier weg van kapitein Ben Lorrison, die net als hijzelf een oogje heeft op haar. Hun tocht is niet zonder gevaren.

## Rolverdeling
| Acteur             | Personage               |
| ------------------ | ----------------------- |
| Robert Taylor      | Ward Kinsman            |
| John Hodiak        | Kapitein Ben Lorrison   |
| Arlene Dahl        | Ann Duverall            |
| Don Taylor         | Luitenant Linus Delaney |
| Jean Hagen         | Martha Conovan          |
| Bruce Cowling      | Tom Conovan             |
| Leon Ames          | Majoor C.E. Breverly    |
| John McIntire      | Frank Holly             |
| Pat Moriarity      | Sergeant Mack           |
| Charles Stevens    | Diablito                |
| Chief Thundercloud | Tana                    |
| Ray Teal           | Kapitein J.R. Wolverson |
| Robin Short        | Luitenant Storrow       |
| Richard Bailey     | Luitenant Tremaine      |